# 石川勝正
石川 勝正（いしかわ かつまさ）は、日本の元アマチュア野球選手（投手）。

## 経歴・人物
宇部工業高校を卒業した後に、東洋紡岩国に入社した。1971年の都市対抗野球から2年連続で投手として出場し、翌年の都市対抗野球では大会優秀選手に選ばれた。また、1972年には、アマチュア野球世界選手権日本代表に選ばれた。この時、池谷公二郎や池田善吾や古屋英雄らはチームメイトであった。
東洋紡岩国に在籍していた際に、1972年のドラフト会議で南海ホークスから1位指名を受けたが、入団を拒否し、チームに残留した。